# Mont-Dauphin
Mont-Dauphin är en kommun i departementet Hautes-Alpes i regionen Provence-Alpes-Côte d'Azur i sydöstra Frankrike. Kommunen ligger  i kantonen Guillestre som ligger i arrondissementet Briançon. År 2022 hade Mont-Dauphin 169 invånare.

## Befolkningsutveckling
Antalet invånare i kommunen Mont-Dauphin
Referens:INSEE

## Galleri

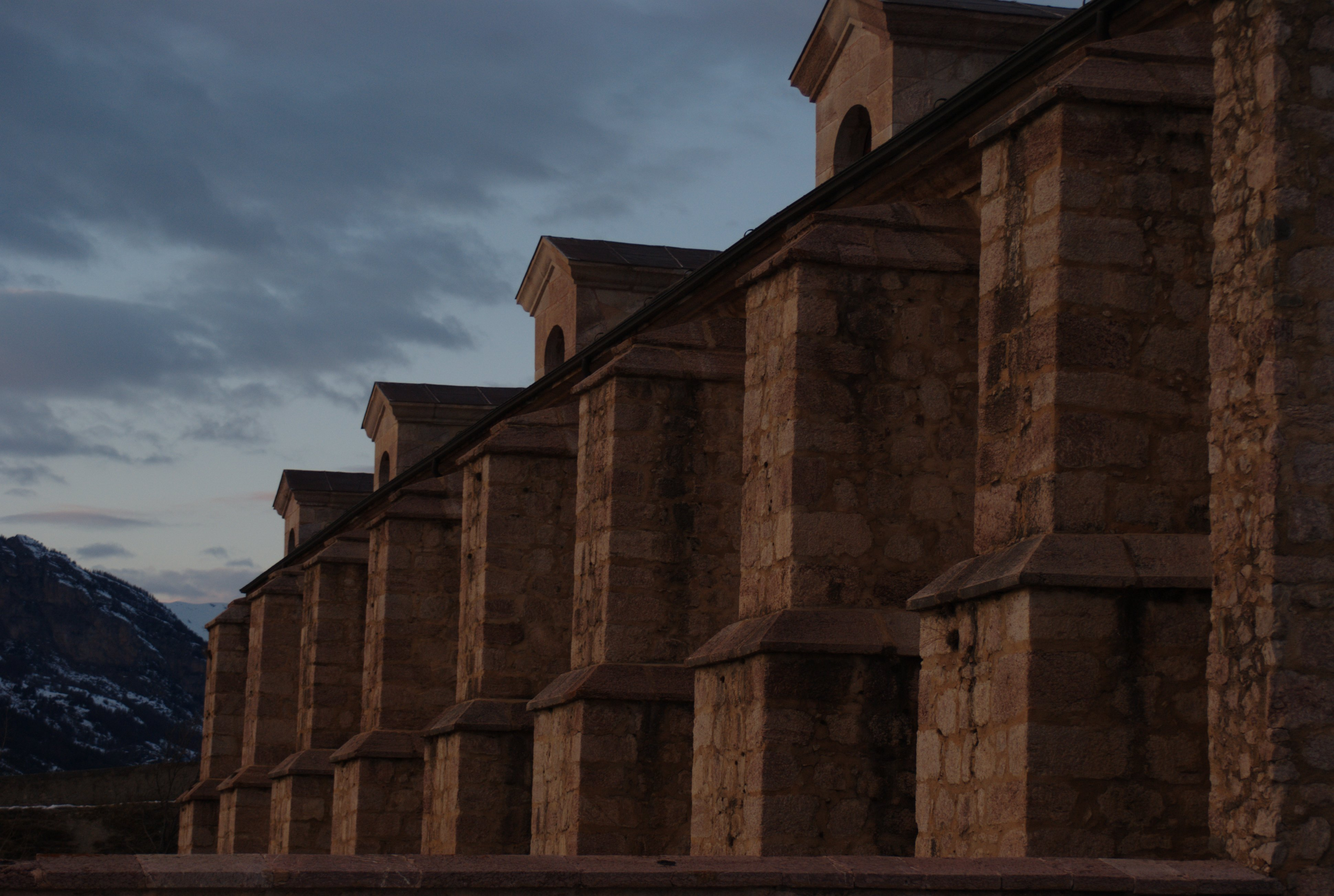
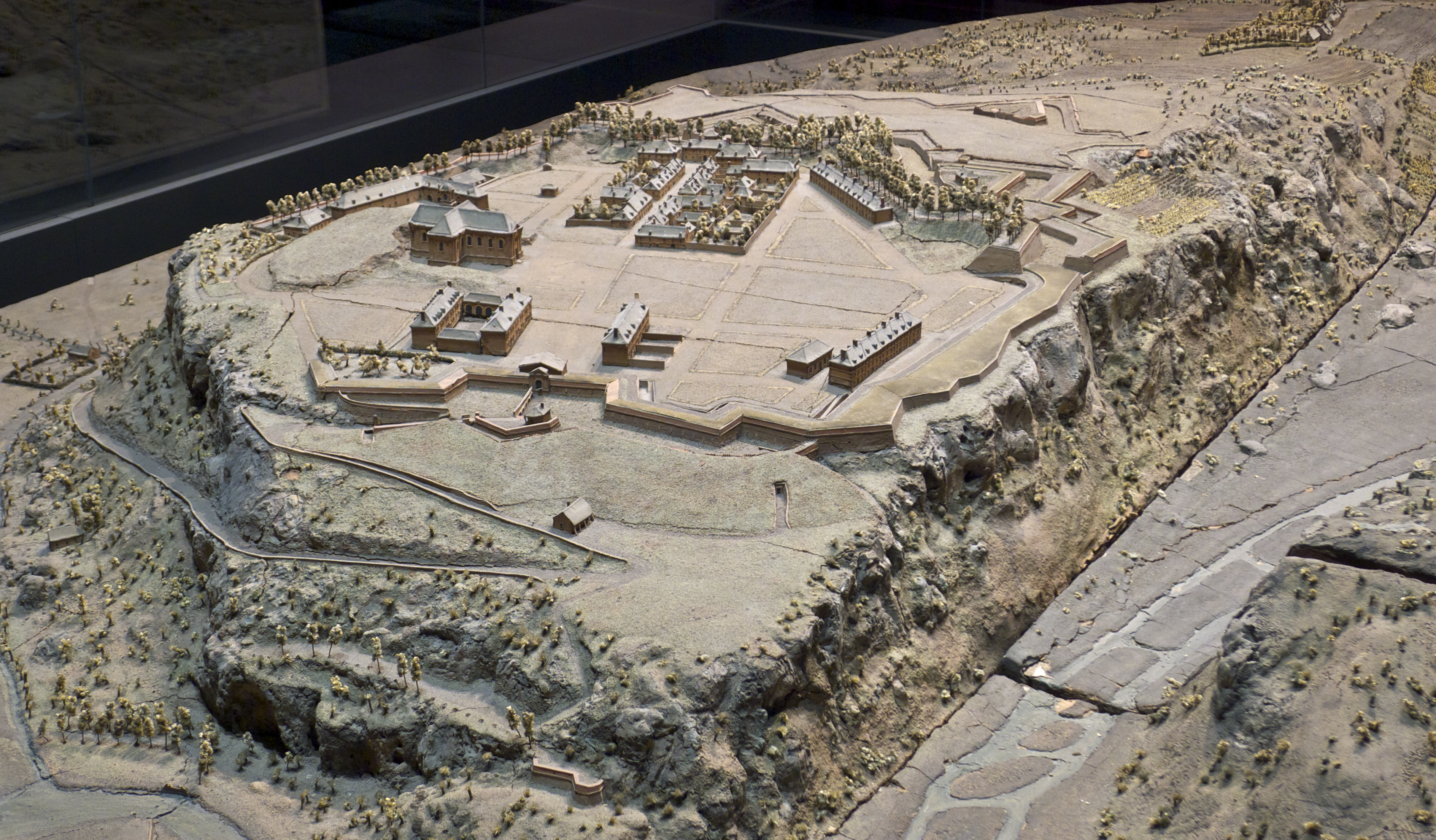
Modell av fästningen år 1709